# Lieferantenentwicklung
Als Lieferantenentwicklung wird der direkte Eingriff z. B. eines Auto-Herstellers bei einem Zulieferbetrieb (Lieferant) bezeichnet. Dabei wird zunächst vom Kunden ein Audit beim Lieferanten durchgeführt, also ein Lieferantenaudit. Aktuelle Leistungen des Lieferanten (Ist-Zustand) werden herangezogen und mit dem vertraglich zwischen beiden Seiten vereinbarten Soll-Zustand verglichen. In diesem Audit werden alle – nach Ansicht des Kunden – erforderlichen Verbesserungen des Qualitätsmanagementsystems der Lieferanten identifiziert. Anschließend wird der Lieferant aufgefordert, die erforderlichen Maßnahmen zum Ausbau des Qualitätsmanagements durchzuführen und die konkrete Umsetzung zu einem vorher vereinbarten Zeitpunkt gegenüber dem Kunden plausibel nachzuweisen. Mit diesen Maßnahmen will der Hersteller sicherstellen, dass die Zulieferteile und Dienstleistungen der vertraglich vereinbarten Qualität, Menge und Lieferzeit entsprechen. Das Audit kann sich aber auch auf einzelne Bereiche des Lieferanten beziehen, mit dem Hintergrund, z. B. die Logistik zu verbessern. Vorangegangene Qualitätsdefizite führen dabei  nicht zwangsläufig zum Lieferantenwechsel, sondern zu gezielten Förderungsmaßnahmen, die sich sowohl auf technologische wie auch auf organisatorische Aspekte beziehen können.
Die Lieferantenentwicklung kann somit einen Eingriff in die Unternehmenspolitik eines Lieferanten und dessen Qualitätsmanagements bedeuten, abhängig vom Auditergebnis. 
In regelmäßigen Abständen werden darüber hinaus vom Kunden weitere Lieferantenaudits durchgeführt, um den Lieferanten zu einer ständigen Weiterentwicklung seines Qualitätsmanagementsystems zu bewegen. Diese Lieferantenaudits sollten nicht verwechselt werden mit den Zertifizierungsaudits der regulären Zertifizierungsgesellschaften wie z. B. DQS, Germanischer Lloyd oder TÜV usw. bei denen das Qualitätsmanagementsystem regelmäßig (z. B. einmal jährlich) basierend auf dem Regelwerk ISO 9001 geprüft wird.